# 웨이벌리구

웨이벌리구의 위치

웨이벌리구(영어: Borough of Waverley)는 잉글랜드 서리주에 위치한 비도시 자치구로 중심 도시는 고덜밍이며 인구는 122,860명(2014년 기준), 면적은 345.2km2이다.